# Geert Hammink
Geert Hendrik Hammink (* 12. Juli 1969 in Nijmegen) ist ein niederländischer Basketballtrainer und ehemaliger -spieler, der bei Vereinen in der US-amerikanischen NBA, deutschen Basketball-Bundesliga, griechischen A1 Ethniki und kurzzeitig in der italienischen Lega Basket Serie A unter Vertrag stand.

## College und NBA
Hammink wurde in Nijmegen geboren und wuchs in Didam auf. Er spielte in seinem Heimatland in Didam und Zevenaar.
Er spielte auf der Position des Centers. Während seiner Zeit an der Louisiana State University in den Vereinigten Staaten diente er als Ersatzmann des später weltbekannten NBA-Stars Shaquille O’Neal. Erst in seinem letzten Jahr 1992/93 am College als Senior, in dem O'Neal schon bei Orlando Magic in der NBA spielte, bekam Hammink mehr Spielzeit und war mit im Durchschnitt 15,3 Punkten pro Spiel und 10,2 Rebounds pro Spiel bester Punktesammler und Rebounder seiner Mannschaft. Im folgenden NBA-Draft wurde er in der ersten Runde ausgerechnet von O’Neals Verein Orlando ausgewählt. Hammink machte einen kurzen Abstecher nach Italien, wo er den Abstieg von Cantù nicht verhindern konnte. Danach kehrte er zu Orlando zurück, konnte aber in der NBA in drei Jahren nur insgesamt acht Spiele für Orlando Magic und die Golden State Warriors absolvieren, unterbrochen noch von einem Abstecher in der CBA in Omaha.

## Griechenland und Deutschland
Seine erste komplette Saison in Europa spielte er für Panionios in Athen. Danach kam er nach Deutschland und wurde mit Alba Berlin dreimal Deutscher Meister sowie 1999 Pokalsieger und im Jahr darauf noch einmal Vize im Final-Four-Turnier des Pokals. Seine besten statistischen Werte seiner Berliner Zeit erreichte der Niederländer 1999/2000 mit 9,2 Punkten und 5 Rebounds je Begegnung. Den griechischen Pokal gewann er 2001 mit AEK, mit dem er auch das Halbfinale in der erstmals ausgespielten EuroLeague erreichte. Nach einer Station bei Aris Saloniki spielte er wieder in Deutschland für den Bundesligisten RheinEnergie Köln. Mit Köln erreichte er noch zweimal das Pokalfinale und gewann es auch 2004. Im Rheinland übertraf er in beiden Jahren jeweils die Werte seines besten Berliner Jahres.

## Nationalmannschaft
Hammink bestritt 35 Länderspiele für sein Heimatland. Im Jugendalter nahm er an den Junioren-Europameisterschaften 1986 und 1988 teil. Beim 1988er Turnier war er mit 27,4 Punkten je Begegnung bester Korbschütze aller teilnehmenden Spieler. Im Turnierspiel gegen Israel erzielte er 55 Punkte.

## Sonstiges
Hammink hat mit seiner US-amerikanischen Frau drei Söhne, Nick, Ryan und Shane, die alle ebenfalls Leistungsbasketballspieler wurden.
Nach seiner Spielerkarriere wurde Hammink als Spielervermittler und -berater tätig, eine entsprechende Zulassung vom Weltverband FIBA erhielt er 2007, nachdem er zuvor bereits seit 2005 als Miteigner und Mitglied der Geschäftsführung eines Spielerberatungsunternehmens gearbeitet hatte.
Er war bei Fernsehübertragungen von Basketballspielen als Co-Kommentator tätig.

## Trainer
In der Saison 2018/19 betreute er die niederländische Mannschaft Dutch Windmills als Trainer, die im April 2019 Zahlungsunfähigkeit anmeldete. Mitte Mai 2020 wurde Hammink hauptamtlicher Cheftrainer des niederländischen Erstligisten Zorg en Zekerheid Leiden. Er führte die Mannschaft 2021 zum Gewinn der niederländischen Meisterschaft sowie des Supercups, 2022 gewann Leiden unter Hammink den Meistertitel in der belgisch-niederländischen BNXT-Liga. Mitte Juni 2022 wurde Hammink als neuer Cheftrainer des deutschen Bundesligisten Skyliners Frankfurt vorgestellt. Mitte März 2023 wurde er in Frankfurt entlassen. Die Mannschaft befand sich zu diesem Zeitpunkt in Abstiegsgefahr, vor der Trennung hatte man sechs Spiele in Folge verloren.
Mit dem Beginn der Saison 2024/25 wurde Hammink in Belgien Trainer der Antwerp Giants. Bereits Mitte September 2024 trennte man sich kurz nach dem Saisonbeginn wieder.